# Kranenmeer
Das Kranenmeer (oder auch Kranenmoor) ist ein rund 0,75 Hektar großer See und ein Naturschutzgebiet  in der Gemeinde Heiden im Westmünsterland. Der ehemalige Heideweiher liegt in einem der wenigen Heidemoore, die in dieser Region noch erhalten sind. 
Das Naturschutzgebiet Kranenmeer wurde 1950 erstmals ausgewiesen und geht mittlerweile mit einer Größe von etwa 140 ha deutlich über das Gewässer hinaus.
Ein 9 ha großer Bereich – der See mit direkter Umgebung – ist außerdem als FFH-Gebiet DE-4207-303 Kranenmeer ausgewiesen und dadurch Bestandteil des europäischen Schutzgebietsnetzes Natura 2000.

## Geographie
Das Kranenmeer liegt im südlichen Teil des Heidener Gemeindegebietes, nahe der Grenze zu Dorsten. Auf Dorstener Seite ist Rhade in etwa 3 km Entfernung der nächste Ort. Bis zum Dorf Heiden sind es im Norden ca. 5 km, dazwischen liegen die Bauernschaften Buschhausen und Leblich.
Westlich des Naturschutzgebiets verläuft ein alter Landweg, der heute für den Verkehr kaum noch Bedeutung hat.

### Lage im Gewässersystem
Das Kranenmeer speist sich aus einigen unbenannten Grabengewässern, die aus dem Norden kommen. Richtung Süden fließt es über ähnlich kleine Bäche in den Kalten Bach ab, der sich über den Hammbach in die Lippe entleert.

## Name
Der Name Kranenmeer geht auf einen ehemaligen Kranenhof zurück, der in der direkten Nachbarschaft existierte.

## Flora und Fauna
Größere Uferbereiche sind mit Zwiebelbinsenrasen, Wassernabelfluren und bedeutsamen Froschkrautbeständen bewachsen. Das Gewässer ist Lebensraum teilweise hochgradig gefährdeter Amphibien- und Libellenarten wie Moorfrosch, Kammmolch, Kleines Granatauge und Glänzende Binsenjungfer. Östlich des Gewässers stockt ein kleiner, gut ausgeprägter Erlenbruchwald mit Vorkommen des Sumpf-Veilchens.